# 3145 Walter Adams
3145 Walter Adams (1955 RY) là một tiểu hành tinh vành đai chính được phát hiện ngày 14 tháng 9 năm 1955 bởi Đài thiên văn Goethe Link ở Brooklyn.